# Вису (кинематографист)
Минакшисундарам Рамасами Висванатан (там. மீனாட்சிசுந்தரம் ராமசாமி விசுவநாதன்), более известный под мононимом Вису (там. விசு; 1 июля 1945, Мадрасское президентство, Британская Индия — 22 марта 2020, Ченнаи) — индийский сценарист, кинорежиссёр
 и актёр, работавший в фильмах на тамильском языке.

## Биография
Родился в 1945 году.
Начал играть на сцене со школьных лет. Был частью театральной труппы Ю. Г. Партасарати, а затем основал свою собственную труппу, для театральных постановок которой сам писал сценарии.
Карьеру в кино начал ассистентом режиссёра К. Балачандера. Затем стал писать сценарии для его фильмов.
Как сценарист, Вису был известен своими едкими и остроумными диалогами, из которых складывались семейные драмы.
Его фильмы Netrikkan и Thillu Mullu, оба вышедшие на экраны в 1981 году, стали кассовыми хитами, и позволили сыгравшему в них Раджниканту отойти от амплуа героя боевиков.
В Thillu Mullu Вису также сыграл эпизодическую роль.
Как полноценный актёр Вису дебютировал в фильме Kudumbam oru Kadhambam (1981), к которому он также написал сценарий. Хотя он играл главную роль в нескольких своих фильмах, он был более известен как характерный актёр.
Как режиссёр Вису дебютировал в фильме Kanmani Poonga, продюсером которого был К. Балачандер. Его второй фильм Manal Kayiru вышедший следом стал одним из суперхитов 1980-х. Известный как режиссёр «семейных фильмов», Вису снял несколько успешных кинокартин, таких как Samsaram Adhu Minsaram, Thirumathi Oru Vegumathi и Penmani Aval Kanmani. Первый из них стал одной из самых успешных семейных драм 1980-х годов, в которой говорилось о важности расширенной семьи.
Он также принёс ему Национальную кинопремию за лучший развлекательный фильм.
Другой его суперхит — Chidambara Rahasiyam сейчас считается культовой классикой.
Ещё одну национальную кинопремию, на этот раз за лучший фильм на «иную социальную тему», в 1992 году получил его картина Neenga Nalla Irukkanum.
Последней режиссёрской работой Вису стал Sigamani Ramamani (2001)
В 1990-х годах, когда был открыт тамильский телеканал Sun TV, Вису занялся публичными выступлениями.
Он был первым, кто концептуализировал теле-дебаты на тамильском телевидении.
Вису вел чрезвычайно популярное дебатное шоу Arattai Arangam,, которое касалось различных социальных вопросов.
Шоу успешно транслировалось по телевидению более 15 лет и даже показывалось в других странам с большой тамильской диаспорой.
В начале 2000-х годов он перешел на Jaya TV и координировал аналогичную программу под названием Visuvin Makkal Arangam.
Вису присоединился к Бхаратия джаната парти в 2016 году. 
Скончался из-за остановки сердца 22 марта 2020 года в частной больнице в Ченнаи.
У него остались жена Сундхари и три дочери — Сангита, Лаванья и Калпана.